# Gouvernement d'Irlande du Nord (1921–1972)
Pour l’article homonyme, voir Gouvernement d'Irlande du Nord.
 (février 2022).
La mise en forme du texte ne suit pas les recommandations de Wikipédia : il faut le « wikifier ».
Les points d'amélioration suivants sont les cas les plus fréquents. Le détail des points à revoir est peut-être précisé sur la page de discussion.
- Les titres sont pré-formatés par le logiciel. Ils ne sont ni en capitales, ni en gras.
- Le texte ne doit pas être écrit en capitales (les noms de famille non plus), ni en gras, ni en italique, ni en « petit »…
- Le gras n'est utilisé que pour surligner le titre de l'article dans l'introduction, une seule fois.
- L'italique est rarement utilisé : mots en langue étrangère, titres d'œuvres, noms de bateaux, etc.
- Les citations ne sont pas en italique mais en corps de texte normal. Elles sont entourées par des guillemets français : « et ».
- Les listes à puces sont à éviter, des paragraphes rédigés étant largement préférés. Les tableaux sont à réserver à la présentation de données structurées (résultats, etc.).
- Les appels de note de bas de page (petits chiffres en exposant, introduits par l'outil «  Source ») sont à placer entre la fin de phrase et le point final[comme ça].
- Les liens internes (vers d'autres articles de Wikipédia) sont à choisir avec parcimonie. Créez des liens vers des articles approfondissant le sujet. Les termes génériques sans rapport avec le sujet sont à éviter, ainsi que les répétitions de liens vers un même terme.
- Les liens externes sont à placer uniquement dans une section « Liens externes », à la fin de l'article. Ces liens sont à choisir avec parcimonie suivant les règles définies. Si un lien sert de source à l'article, son insertion dans le texte est à faire par les notes de bas de page.
- La présentation des références doit suivre les conventions bibliographiques. Il est recommandé d'utiliser les modèles {{Ouvrage}}, {{Chapitre}}, {{Article}}, {{Lien web}} et/ou {{Bibliographie}}. Le mode d'édition visuel peut mettre en forme automatiquement les références.
- Insérer une infobox (cadre d'informations à droite) n'est pas obligatoire pour parachever la mise en page.

Pour une aide détaillée, merci de consulter Aide:Wikification.
Si vous pensez que ces points ont été résolus, vous pouvez retirer ce bandeau et améliorer la mise en forme d'un autre article.
Le Comité exécutif ou le Comité exécutif pour l'Irlande du Nord était le gouvernement d'Irlande du Nord créé en vertu du Government of Ireland Act 1920 . Généralement connu sous le nom de Cabinet ou de Gouvernement, le comité exécutif a existé de 1922 à 1972. Il exerçait l'autorité exécutive formellement dévolue au monarque britannique en ce qui concerne les questions dévolues.
En vertu de la loi telle qu'elle a été promulguée à l'origine, le «Comité exécutif pour l'Irlande du Nord» était un comité exécutif du Conseil privé d'Irlande composé des ministres nommés par le Lord-Lieutenant d'Irlande pour diriger les départements d'État. Les ministres ainsi choisis n'étaient pas tenus d'être membres du Parlement d'Irlande du Nord, mais devaient le devenir dans un délai de six mois. La loi sur l'État libre d'Irlande (dispositions consécutives), qui est entrée en vigueur en décembre 1922, a remplacé le Lord Lieutenant et le Conseil privé d'Irlande par le gouverneur d'Irlande du Nord et le Conseil privé d'Irlande du Nord.
Comme dans de nombreux systèmes de style Westminster, la loi de 1920 sur le gouvernement irlandais ne prévoyait pas explicitement un tel bureau, mais dans la pratique, le comité exécutif était dirigé par un Premier ministre d'Irlande du Nord. En théorie, le comité exécutif n'était pas responsable devant la Chambre des communes mais occupait ses fonctions "au gré du Lord-Lieutenant". En pratique, le comité exécutif était responsable devant la Chambre des communes élue d'Irlande du Nord. En conséquence, le comité exécutif entretenait une relation similaire avec la législature et la Couronne (au sein de l'Irlande du Nord décentralisée) comme le Cabinet britannique le fait avec la Couronne et le Parlement de Westminster. Le comité exécutif a donc joué un rôle constitutionnel équivalent à l'égard de l'Irlande du Nord à celui du cabinet britannique à l'égard du Royaume-Uni dans son ensemble.
Le système de gouvernement créé par la loi de 1920 sur le gouvernement irlandais a d' abord été suspendu par la loi de 1972 sur l'Irlande du Nord (dispositions temporaires), puis complètement aboli l'année suivante par le gouvernement du Royaume-Uni en vertu de la loi constitutionnelle de 1973 sur l'Irlande du Nord.
Le comité exécutif était basé dans les édifices du Parlement de Stormont et dans le château voisin de Stormont, tandis que le gouverneur résidait au château de Hillsborough. Les plans originaux de construction d'un bâtiment exécutif séparé ont été abandonnés dans les années 1920 en raison des difficultés économiques résultant du crash de Wall Street.

## Ministères
- Ministère Craigavon - dirigé par James Craig, 1er vicomte Craigavon - 1922–1940.
- Ministère Andrews - dirigé par JM Andrews - 1940–1943.
- Ministère de Brookeborough - dirigé par Basil Brooke, 1er vicomte Brookeborough - 1943-1963.
- Ministère O'Neill - dirigé par Terence O'Neill - 1963–1969.
- Ministère Chichester-Clark - dirigé par James Chichester-Clark - 1969-1971.
- Ministère Faulkner - dirigé par Brian Faulkner - 1971-1972.

## Symboles

Bannière d'Ulster, le drapeau du Comité exécutif
Armoiries de l'Irlande du Nord, armoiries du Comité exécutif